# NGC 7360
NGC 7360 is een spiraalvormig sterrenstelsel in het sterrenbeeld Pegasus. Het hemelobject werd op 29 augustus 1864 ontdekt door de Duits astronoom Albert Marth.

## Synoniemen
- UGC 12167
- MCG 1-58-1
- ZWG 404.36
- ZWG 405.2
- PGC 69591